# No More Loud Music
No More Loud Music Is een compilatie-cd van de Belgische rockgroep dEUS. De plaat werd uitgebracht in 2001. Ze bevat in chronologische volgorde de singles van de albums Worst Case Scenario, In A Bar, Under The Sea en The Ideal Crash. Er werd ook een nieuwe single uitgebracht: "Nothing Really Ends".

## Track listing
1. "Suds & Suda" (Jules de Borgher, Klaas Janzoons, Stef Kamil Carlens, Rudy Trouvé, Tom Barman) – 5:17
2. "Via" (Barman, Marc Meyens) – 4:11
3. "Hotellounge (Be The Death Of Me)" (Barman, Trouvé) – 6:36
4. "Theme From Turnpike" (Barman) – 5:46
5. "Little Arithmetics" (Barman, Ward) – 4:34
6. "Roses" (Barman) – 4:52
7. "Fell Of The Floor, Man" (Barman, Carlens, De Borgher, Ward) – 5:13
8. "Instant Street" (Barman, Ward, Danny Mommens) – 6:15
9. "Sister Dew" (Barman, Ward) – 5:33
10. "The Ideal Crash" (Barman) – 5:00
11. "Nothing Really Ends" (Barman) – 5:27